# Cementerio de Green-Wood
El cementerio de Green-Wood es un cementerio de 193 ha en la parte occidental de Brooklyn, Nueva York. Está ubicado entre South Slope/Greenwood Heights, Park Slope, Windsor Terrace, Borough Park, Kensington y Sunset Park, y se encuentra a varias cuadras al suroeste de Prospect Park. Sus límites son la calle 20 al noreste, la Quinta Avenida al noroeste, las calles 36 y 37 al suroeste, el Fort Hamilton Parkway al sur y la McDonald Avenue al este.
Se fundó en 1838 como un cementerio rural, en una época de rápida urbanización cuando los cementerios de Nueva York estaban superpoblados. Descrito como “el primer parque público de Brooklyn por defecto mucho antes de que se creara Prospect Park”, Green-Wood era tan popular que inspiró un concurso para diseñar el Central Park en Manhattan, así como el cercano Prospect Park.
Fue incluido en el Registro Nacional de Lugares Históricos en 1997 y se convirtió en Monumento Histórico Nacional en 2006. Además, las puertas de la calle 25, el invernadero Weir y la puerta de Fort Hamilton Parkway y la capilla fueron designados por separado como puntos de referencia de la ciudad por la Comisión de Preservación de Monumentos de la Ciudad de Nueva York.

## Diseño

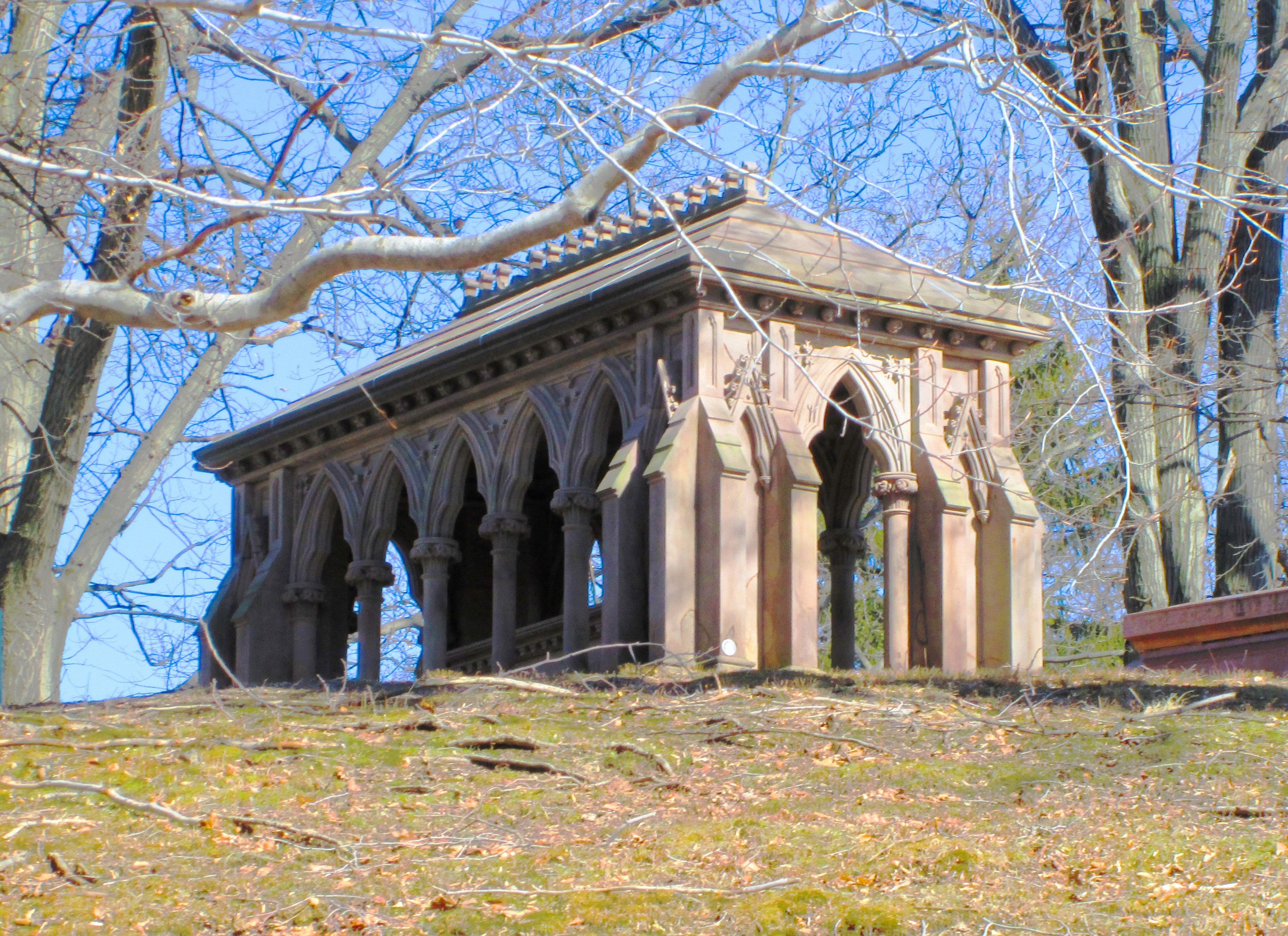
El monumento de Richard Upjohn a Ezekiah Pierrepont y su familia fue construido hacia 1840. Está en uno de los pocos montículos artificiales en el cementerio

El sitio de Green-Wood tiene una topografía que se debe a las morrenas glaciales, particularmente Harbour Hill Moraine. Battle Hill (también conocido como Gowan's Heights), el punto más alto de Brooklyn, se encuentra en los terrenos del cementerio y se eleva aproximadamente a 65,8 m sobre el nivel del mar. Fue el sitio de una acción importante durante la Batalla de Long Island el 27 de agosto de 1776. Un monumento de la Guerra de la Independencia de Frederick Ruckstull, Altar to Liberty: Minerva, fue erigido allí en 1920. Desde esta altura, la estatua de bronce de Minerva mira hacia la Estatua de la Libertad en el puerto de Nueva York.
Green-Wood se inspiró menos en el cementerio de Père Lachaise en París, que en ese momento conservaba la formalidad principalmente axial del diseño original de Alexandre Théodore Brongniart que en el Mount Auburn en Cambridge, Massachusetts, donde se estableció por primera vez un paisaje parecido a un parque a la manera inglesa. Se le ha llamado "el primer parque público de Brooklyn por defecto mucho antes de que se creara Prospect Park". El crítico de arquitectura Paul Goldberger, citando el The New York Times de 1866, observó que "es la ambición del neoyorquino vivir en la Quinta Avenida, pasear por el [Central] Park y descansar con sus padres en Green-Wood".
Green-Wood tiene 600 000 tumbas y 7.000 árboles repartidos en 193 ha. Las colinas y los valles, varios estanques y una capilla en el lugar brindan un entorno atractivo. En 2017 recibió 280.000 visitantes. Aunque en un momento hubo numerosos sepultureros en Green-Wood, en 2006 ya quedaban pocos debido a la baja en el número de entierros y a la disminución del espacio para nuevas inhumaciones. Debido a esta situación, algunas parcelas se componen de tumbas "apiladas" en las que varios miembros de la familia pueden estar enterrados uno encima del otro.
También se construyeron varios refugios de madera, incluido uno de estilo neogótico, uno que se asemeja a una villa italiana y otro que se asemeja a un chalet suizo. Una colonia descendiente de periquitos monje que se cree que escaparon de sus contenedores en el puerto mientras estaban en tránsito ahora anida en las agujas de la puerta, así como en otras áreas de Brooklyn. En 2008, Green-Wood comenzó a adquirir una colección de arte perteneciente a los enterrados en el cementerio.

### Paisajismo y circulación
Green-Wood tiene varios espacios paisajísticos con nombres que evocan una escena naturalista. Estos incluyen Camellia Path, Halcyon Lake, Oaken Bluff, Sylvan Cliff y Vista Hill. David Bates Douglass, arquitecto paisajista de Green-Wood, mantuvo en su mayoría intacto el paisaje natural del cementerio. Gran parte del plan de Douglass todavía permanece en su lugar con sus plantaciones originales y sistemas de senderos curvos. Se han conservado los nombres originales de las calles y la cerca perimetral de hierro fundido original, pero muchos de los senderos se han pavimentado.
El cementerio se ha ampliado varias veces. La mayoría de estas zonas han sido ajardinadas para parecerse a la parcela original, excepto el área cerca de Fort Hamilton Avenue al norte, que es más plana porque se adquirió en último lugar.

### Monumentos
Hay varios monumentos y mausoleos famosos ubicados allí, diseñados en varios estilos arquitectónicos, incluidos los estilos clásico, egipcio, gótico y románico. Además, muchas tumbas contienen una ornamentada decoración escultórica. La designación del Registro Nacional de Lugares Históricos subdivide estos monumentos en cuatro categorías principales: los que honran eventos o profesiones; aquellos con significado arquitectónico; aquellos cuyas tumbas contienen personas de importancia histórica; y "monumentos de interés escultórico".
Entre los primeros monumentos se encontraba una estatua de DeWitt Clinton,levantada en 1853. También hay un monumento erigido por James Brown, presidente del banco Brown Brothers y Collins Line, a los seis miembros de su familia perdidos en el desastre del SS Artic de 1854. Este incorpora una escultura del barco, medio sumergido por las olas, así como un Monumento a la Guerra Civil. Durante la Guerra de Secesión, se creó el "lote de los soldados" para los entierros gratuitos de los veteranos; este lote incluía menos de 0,4 ha de tierra. En 1868-1876, después de que terminó la guerra, el Monumento a los Soldados de la Guerra Civil, de 11 m de altura, se erigió en el punto más alto de Green-Wood.
Otros monumentos notables incluyen el Monumento al Piloto y el Monumento al Capitán de Mar, cada uno dedicado a una persona notable en estas respectivas profesiones. J. Marion Sims, un monumento al ginecólogo J. Marion Sims por Ferdinand Freiherr von Miller, también está previsto para ser instalado en Green-Wood; la estatua estaba anteriormente en Bryant Park y Central Park, pero se retiró de este último en 2017. Algunos monumentos elaborados honran a figuras notables, como el gran mausoleo gótico de William Niblo, el mausoleo clásico de la familia Steinway & Sons, Abiel Abbot Low, y la tumba y el mausoleo de estilo normando de la familia Lispenard. Existen muchos otros monumentos a figuras notables pero de diseño simple, como las tumbas de Samuel Morse, William M. Tweed, Lola Montez, Henry Ward Beecher y Currier & Ives. Por otro lado, varios monumentos conmemoran figuras menos conocidas, incluido un monumento gótico para Charlotte Canda, fallecida en accidente de carruaje el día de su 17 cumpleaños, y un muelle de principios de la época victoriana diseñado por William o Edward Potter para sus familiares.

### Puertas
Las puertas fueron diseñadas por Richard Upjohn en estilo neogótico. Hay cuatro en total. Dos son puntos de referencia de la ciudad: la puerta principal en 25th Street al noroeste, que está más cerca de South Slope/Greenwood Heights, y Fort Hamilton Parkway al sur, que está en Kensington.  Existen dos puertas adicionales. Una de ellos, en 20th Street y Ninth Avenue, proporciona acceso desde el noreste y está en Windsor Terrace. La otra, en la calle 34 y la cuarta avenida, proporciona acceso desde el suroeste y está junto a Sunset Park y a la estación de la Calle 36 del metro de Nueva York. Estas puertas se desarrollaron desde los años 1840 hasta los 1860. Ya no existe una quinta puerta en la Novena Avenida y la Calle 37.

#### Puerta de la calle 25
La entrada principal al cementerio, una puerta doble ubicada en la calle 25 y la Quinta Avenida cerca de su esquina noroeste, se construyó entre 1861 y 1865, aunque la entrada en sí se abrió en 1862. Está compuesta por una casa de piedra rojiza o brownstone en Belleville, Nueva Jersey. Los grupos esculpidos en paneles de piedra caliza de Nueva Escocia que representan escenas bíblicas de muerte y resurrección del Nuevo Testamento, incluidos Lázaro, El hijo de la viuda y la Resurrección de Jesús sobre las puertas, son obra del escultor John M. Moffitt. Entre las dos puertas hay una torre de reloj en estilo flamígero. Una oficina del cementerio está ubicada a un lado de la puerta, mientras que la capilla y la sala de recepción están ubicadas en el lado opuesto.
Una placa de Monumentos Designados de Nueva York fue erigida en él en 1958 por el New York Community Trust, y fue designada como un monumento oficial de Nueva York en 1966.

#### Puerta de Fort Hamilton

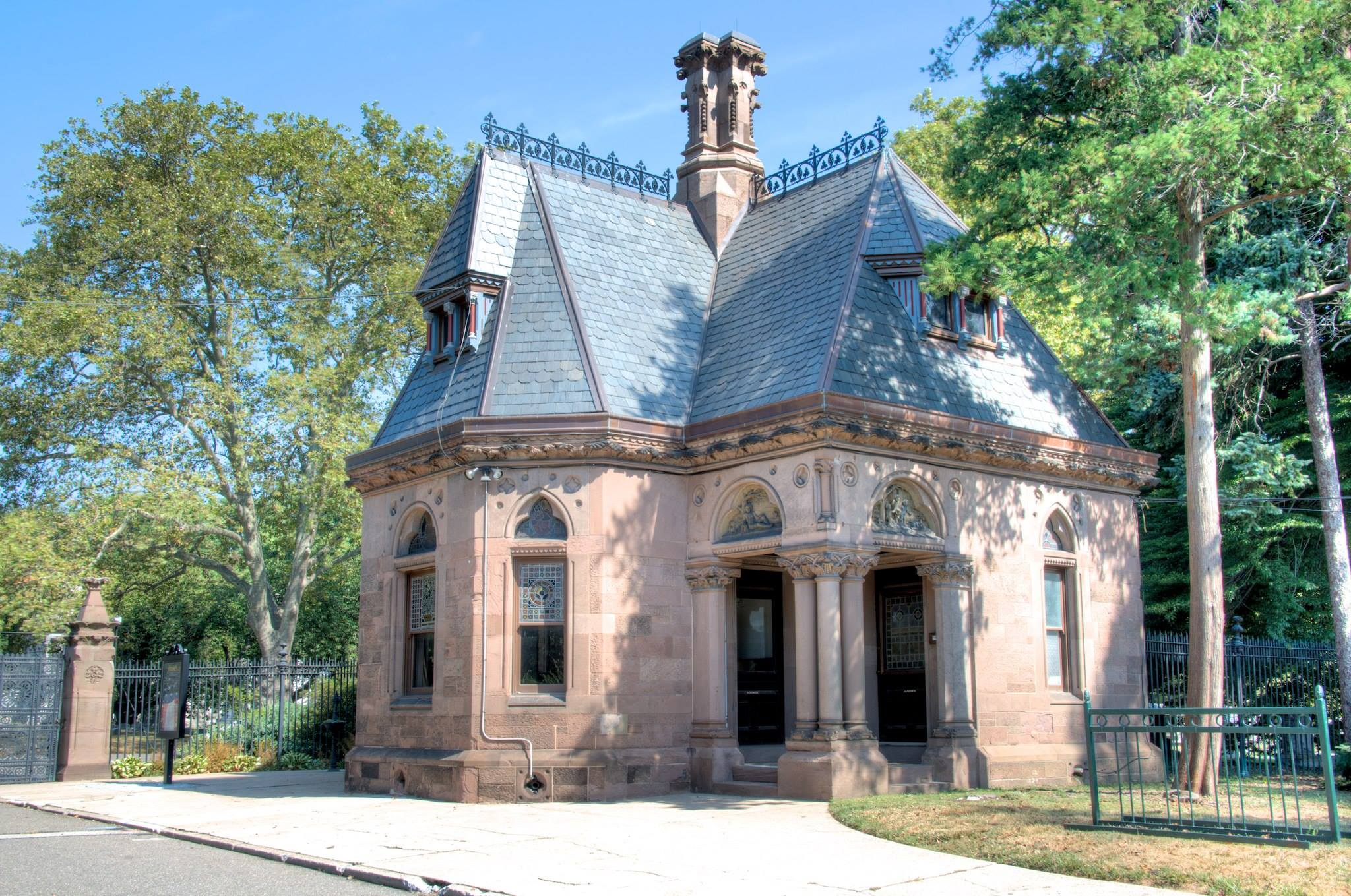
Edificio de visitantes en Fort Hamilton, entrada del cementerio Green-Wood.

La puerta de Fort Hamilton está en Fort Hamilton Parkway y Macieli Place. Similar a la puerta de la calle 25, está hecha de una puerta doble hecha de brownstone. También está flanqueado por dos estructuras, un salón de visitantes y la residencia del portero. La puerta se construyó en 1876 y se completó al año siguiente; fue designado como un hito oficial de la ciudad de Nueva York en 2016.
Al este de la entrada se encuentra el salón de visitantes, un edificio de brownstone. Es una estructura de 1 1⁄2 pisos con una entrada ubicada dentro de una bahía central en el lado oeste del edificio. El salón de visitantes tiene dos bahías laterales, cada una con un porche, así como baños para hombres y mujeres. El techo a cuatro aguas está hecho de pizarra gris con adornos de metal a lo largo de la cumbrera en la parte superior. El techo se inclina hacia las paredes perimetrales del edificio, aunque cada uno de los cuatro lados del techo está marcado por buhardillas con pequeñas ventanas. Los porches de las esquinas cuentan con barandillas de piedra y contienen cuatro bajorrelieves de arenisca amarilla esculpidos por Moffitt.
El lado oeste de la entrada, también una estructura de brownstone, tiene la residencia del portero, una estructura de 3 1⁄2 pisos que es similar en diseño al salón de visitantes. Solo la sección central tiene 3 1⁄2 pisos, mientras que los dos pabellones al oeste y al este tienen 2 1⁄2 pisos. La entrada principal de la residencia es a través del pabellón este, mientras que hay otro pabellón en la fachada oeste. Ambos pabellones tienen techos a cuatro aguas de pizarra gris, y el segundo piso tiene buhardillas con ventanas que se proyectan desde el techo a cuatro aguas. La sección central de la "torre" tiene entradas tanto al norte como al sur, así como ventanas en el segundo, tercer piso y ático que miran al norte y al sur. El techo de la torre central tiene una chimenea de piedra.

### Capilla

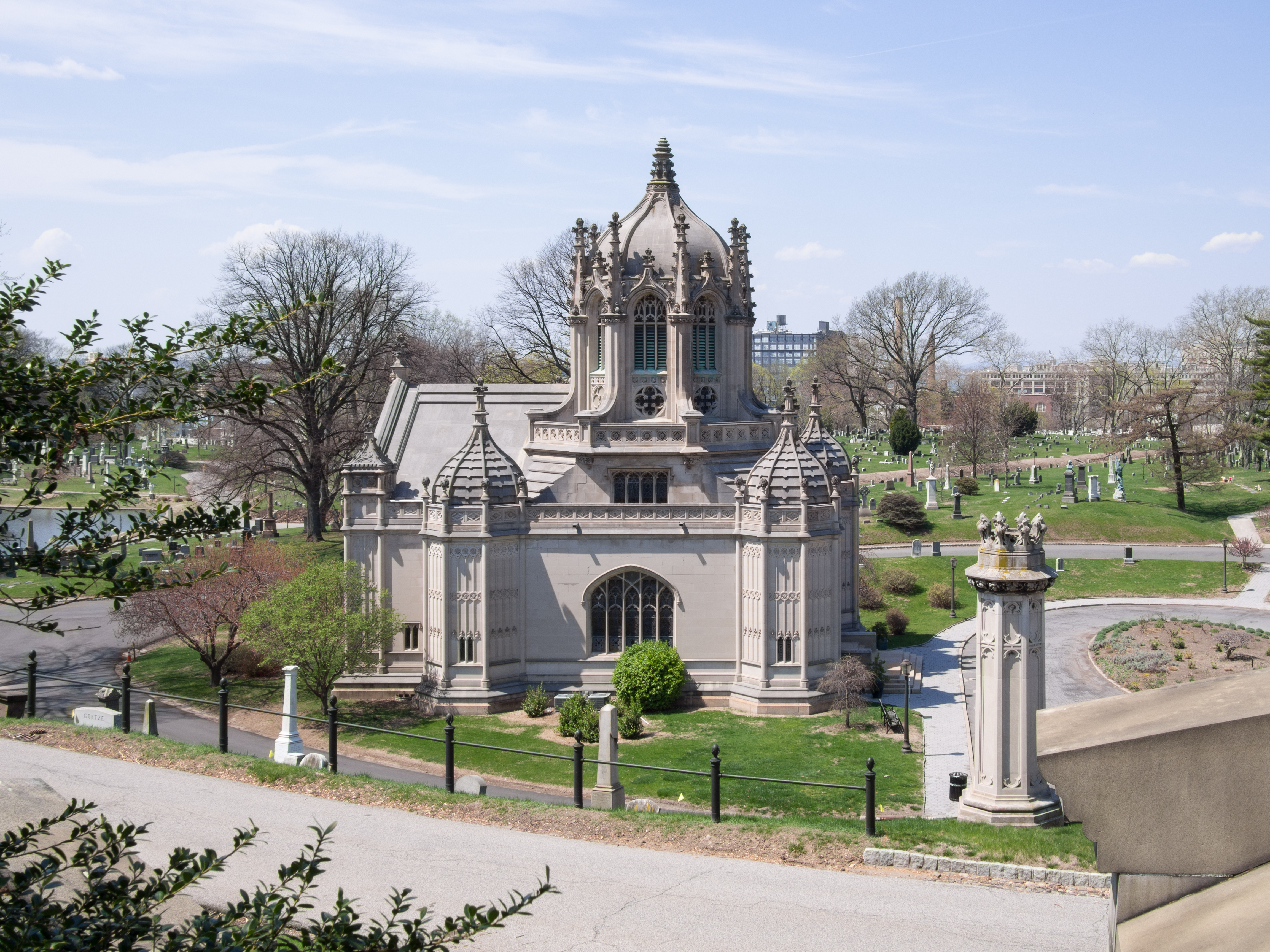
Una vista lateral de la capilla.

La capilla del cementerio Green-Wood está cerca de la puerta de la calle 25. Construida entre 1911 y 1913 por Warren y Wetmore, la capilla está ubicada en el sitio de uno de los estanques originales. Aunque generalmente está diseñada en estilo neogótico, su composición es de estilo Beaux-Arts. Está hecha de piedra caliza y consta de múltiples torres, incluida una torre octogonal central y cuatro torretas octogonales, una en cada esquina. Tiene tres niveles: el del suelo, el del triforio y el segundo piso en la torre central. Es una versión reducida de las secciones superiores de la Torre Tom de Christopher Wren en el Christ Church College de Oxford.
Los planes para la capilla de Green-Wood datan de poco después del establecimiento de la capilla, cuando se apartó una "Chapel Hill" dentro del cementerio. Aunque Richard Upjohn presentó planes para tal capilla en 1855, Green-Wood inicialmente votó en contra de ese proyecto. Se seleccionó una nueva ubicación cerca de Arbor Water en la primera década del siglo XX, y se solicitaron planes a tres empresas en 1909. Después de que Warren y Wetmore fueron seleccionados, el trabajo comenzó en 1911 y la capilla se inauguró oficialmente en junio de 1913. La capilla se convirtió en un hito de la ciudad en 2016.

## Historia

### Fundación y construcción

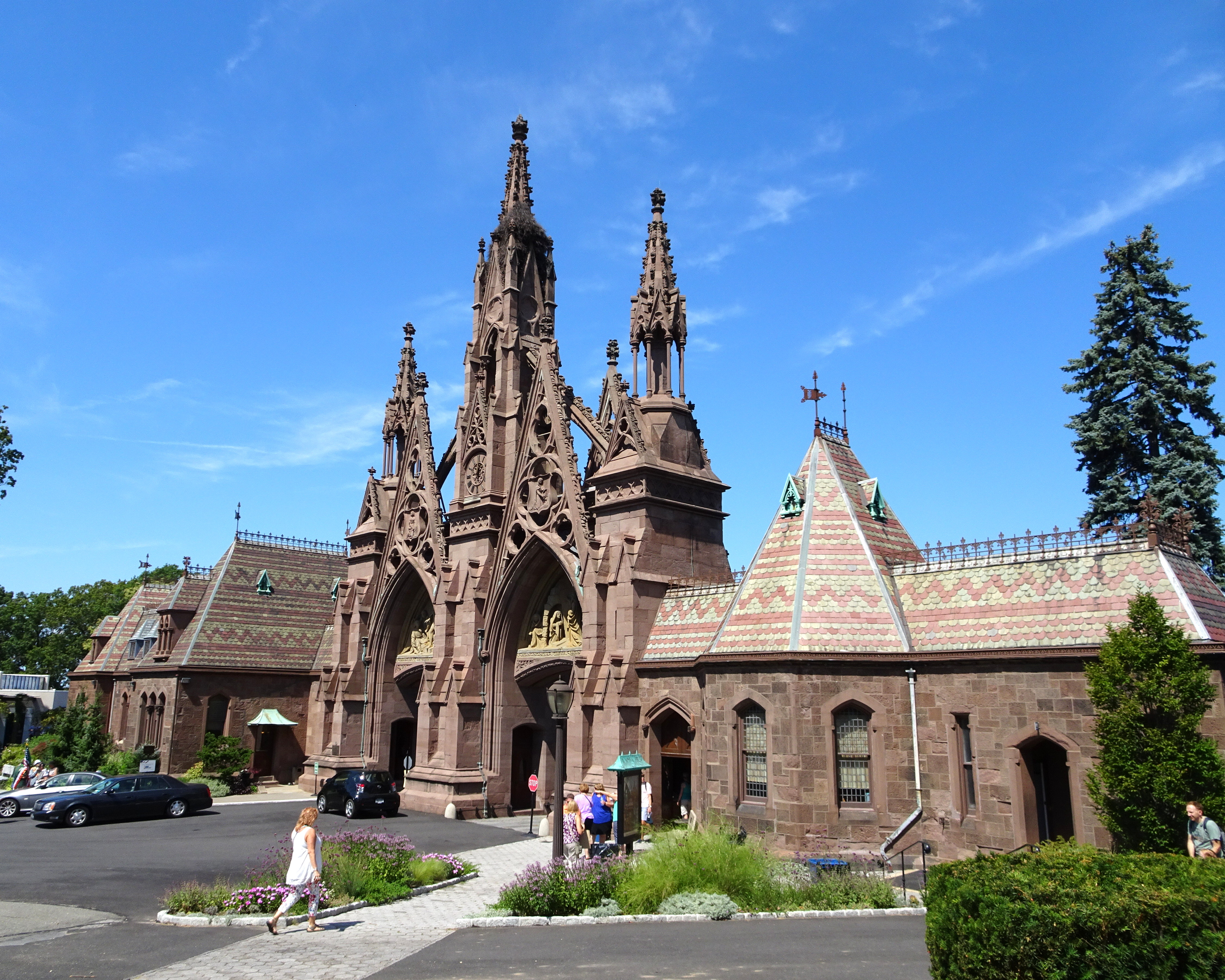
Vista lateral de la entrada de la calle 25

Después de la fundación del cementerio Mount Auburn en Massachusetts en 1831, los líderes de las ciudades de Nueva York y Brooklyn comenzaron a discutir ubicaciones para construir su propio cementerio. En ese momento, más de 10 000 personas estaban siendo enterradas por año en las dos ciudades. El cementerio fue idea de Henry Evelyn Pierrepont, un líder social de Brooklyn. Ya en 1832, Pierrepont estaba considerando construir un cementerio de este tipo en una zona montañosa al este de la bahía de Gowanus. Las actas de incorporación para "The Greenwood Cemetery" se aprobaron el 18 de abril de 1838, dando derecho a la corporación a un capital de 300 000  dólares y a 81 ha de tierra. El 11 de abril de 1839 se promulgó una modificación a esa ley, y se cambió la corporación a una organización sin fines de lucro. La construcción comenzó en mayo de 1839 y el primer entierro se realizó el 5 de septiembre de 1840. En ese momento los comisionados del cementerio decidieron encerrar el sitio con una valla de estacas larga (luego reemplazada por una valla de metal en 1860).
David Bates Douglass, arquitecto paisajista de Green-Wood, mantuvo en su mayor parte intacto el paisaje natural del cementerio, pero trabajó en este hasta que renunció en 1841. Douglass modeló sus dos cementerios de jardín diseñados posteriormente sobre Green-Wood: el Cementerio Rural de Albany (1846), ubicado en Menands, y el cementerio Mount Hermon (1848), en Quebec. Inicialmente se pavimentaron unos 7,2 km  de carreteras dentro de Green-Wood para mostrar su paisaje natural. El mapa más antiguo data de 1846 e indica que originalmente había tres estanques: Sylvan Water, Green-Isle Water y Arbor Water, todos en el lado occidental del cementerio moderno. Inicialmente había muy pocos entierros por año; en 1843, se habían realizado 352 entierros en total, aunque el número de entierros se duplicó sólo el año siguiente. Durante los años 1840, se asignaron parcelas a varias iglesias en el de Green-Wood. Estas incluían las iglesias presbiteriana, unitaria y luterana alemana de Brooklyn. En los años 1850, se introdujeron diversas especies de fauna en el cementerio.
Después de la apertura inicial, Green-Wood, se expandió varias veces. Originalmente, cubría 70,82 ha, extendiéndose entre las calles 21 y 37 desde la Quinta a la Novena Avenida. La primera adquisición adicional en 1847 fue de 26,3 ha en la esquina suroeste del cementerio, adyacente a la frontera contemporánea de la ciudad de Brooklyn. Otras 34,4 ha al este fueron adquiridas en 1852 mediante la anexión de tierras en el entonces pueblo separado de Flatbush. Finalmente, en 1858 otras 9,3 ha fueron adquiridas en la esquina sureste de los terrenos del cementerio. En 1863 se compró una parcela en esa esquina lo que permitió a los comisionados enderezar esa frontera.
Esta época también se asoció con la construcción de otras estructuras. En 1853 se instaló una tumba receptora y, aproximadamente al mismo tiempo, se limpiaron y ajardinaron los estanques. Además, se agregaron varias puertas al cementerio. La puerta principal en la Quinta Avenida y la Calle 25 se construyó entre 1861 y 1865, seguida de otras entradas cerca del patio de servicio del cementerio; en 9th Avenue y 20th Street; y en 9th Avenue y 37th Street (que luego se eliminaron). Además, se instaló una casa de portero en la entrada sur original en 1848, las catacumbas de las "Treinta Bóvedas" en 1854 y una casa de pozo en 1855. Además, los caminos se pavimentaron en los años 1860 para facilitar el transporte de los féretros dentro del cementerio. Se excavaron varios estanques adicionales durante los años 1870, incluidos Border Water, Dell Water, Crescent Water, Dale Water y Meadow Water.

### Creciente popularidad

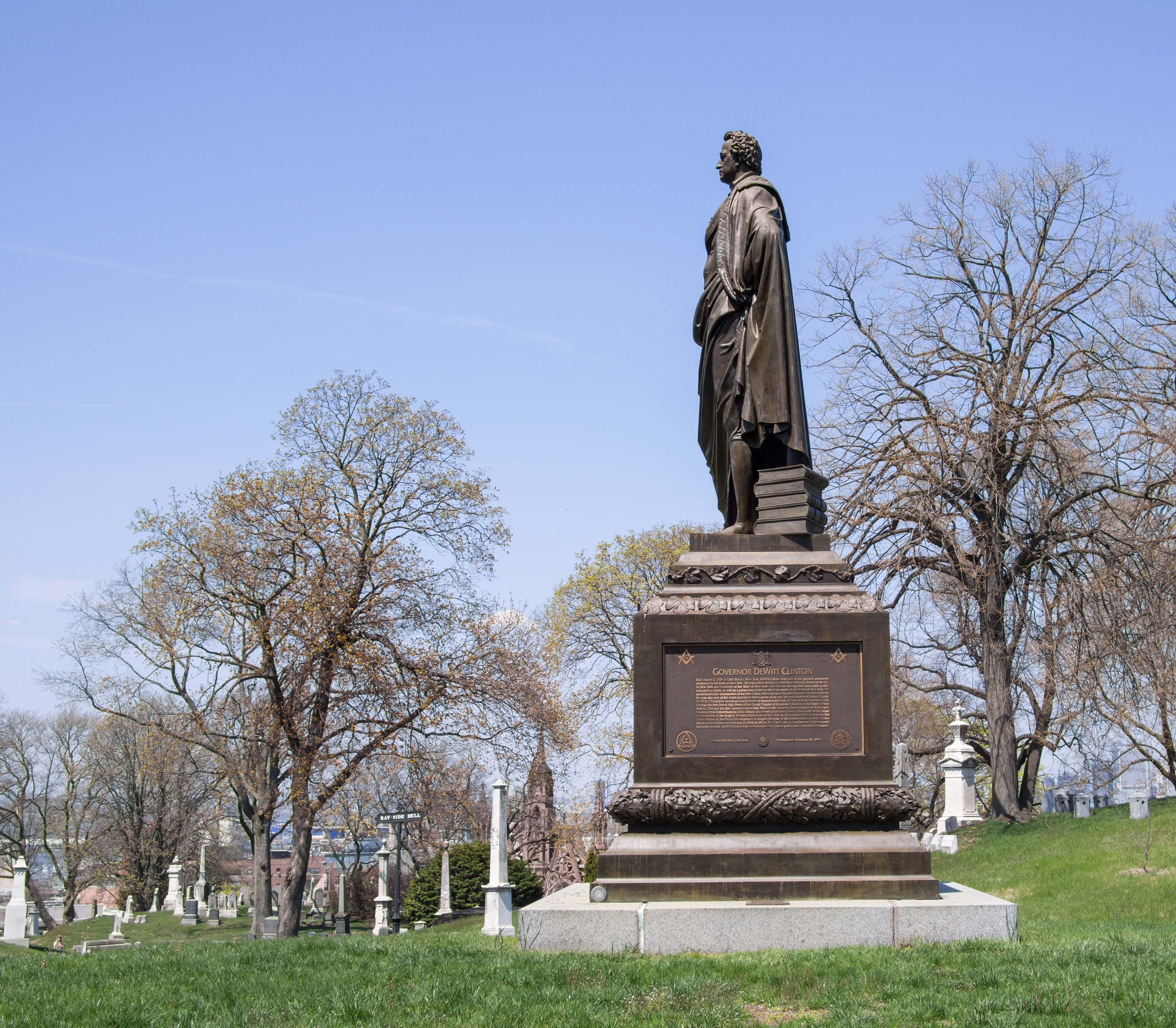
Estatua del gobernador DeWitt Clinton en el cementerio Green-Wood.

Al principio, lotes de 4,3 por 8,2 m se vendían por 100 dólares cada uno, y pronto se convirtió en un lugar frecuente para los entierros, con 7000 entierros anuales y 100 000 tumbas en los años 1860. Para acomodar a los que visitaban el cementerio, se estableció un servicio de ferry al cementerio en 1846. Green-Wood se hizo más popular después de que el exgobernador DeWitt Clinton fuera desenterrado de un cementerio en Albany, la capital del estado de Nueva York, y trasladado a Green-Wood, donde se erigió un monumento en su memoria en 1853. A principios de los años 1860, atraía multitudes anuales en segundo lugar en tamaño sólo después de las Cataratas del Niágara.
Al mismo tiempo, se estaba construyendo Prospect Park y se establecieron tranvías públicos y líneas elevadas en Brooklyn. En particular, la apertura de la estación de Fifth Avenue Elevated en 25th Street, cerca de la entrada principal, resultó ser un beneficio para los propietarios de lotes en el cementerio. Como resultado, en 1876, Green-Wood construyó la puerta de Fort Hamilton para acomodar las multitudes adicionales anticipadas. A fines del siglo XIX, varios floristas, invernaderos y vendedores de monumentos habían abierto tiendas cerca de cada una de las puertas. Una de esas estructuras fue el Weir Greenhouse, ubicado frente a la entrada de la calle 25; ese edificio es ahora una lista del Registro Nacional de Lugares Históricos y un hito de la ciudad.
Las mejoras también continuaron a lo largo de finales del siglo XIX. En 1871, el Border Water se eliminó parcialmente para hacer espacio adicional para entierros, y en 1874, el cementerio se expandió ligeramente a 180 ha. Además, se construyó un sistema de drenaje subterráneo, carreteras adicionales y una valla de piedra permanente hasta finales de los años 1870. El cementerio fue ampliado nuevamente en 1884 a 192 ha mediante la adquisición de terrenos en la frontera norte. Para evitar que la vista se viera obstaculizada por la construcción de viviendas, Green-Wood también compró lotes en la esquina suroeste. En los años 1890, se agregó un depósito en la cima del monte Washington, el punto más alto del cementerio, y se eliminaron dos estanques. A principios del siglo XX se quitaron una vieja casa de máquinas, establos y varios recintos, mientras que se agregaron salas de espera y baños en la entrada sur. Durante este período se plantaron miles de árboles y continuó la nivelación de las carreteras.

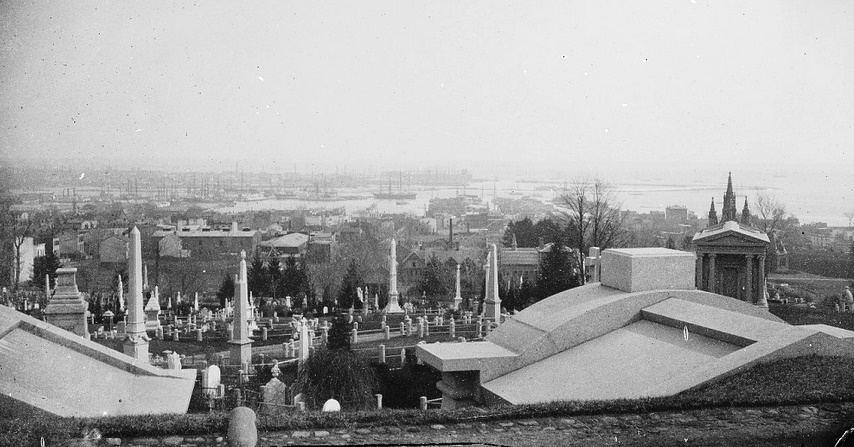
Monte Greenwood, Brooklyn, (años 1870), por George Bradford Brainerd.

Los neoyorquinos famosos que murieron durante la segunda mitad del siglo XIX fueron enterrados en Green-Wood. A partir de 1862 se ofrecieron entierros gratuitos a las familias de los soldados neoyorquinos muertos en la guerra. En 1868, se comenzó a trabajar en la instalación del Monumento a los Soldados de la Guerra Civil en el punto más alto de Green-Wood para conmemorar a los cientos de miles de neoyorquinos que lucharon en la guerra. El monumento no se dedicó hasta 1876. El 5 de diciembre de 1876, el incendio del Brooklyn Theatre se cobró la vida de al menos 278 personas, y algunas cuentas informaron más de 300 muertos. De ese total, 103 víctimas no identificadas fueron enterradas en una fosa común en el cementerio Green-Wood. Un obelisco cerca de la entrada principal marca el lugar del entierro.

### SigloXX
Green-Wood ha permanecido no sectario, pero generalmente se consideraba un lugar de entierro cristiano para los WASP de buena reputación. Una de las primeras regulaciones era que nadie ejecutado por un delito, o incluso que muriera en la cárcel, podía ser enterrado allí. Sin embargo, la familia del infame líder político "Boss" Tweed logró eludir esta regla a pesar de que murió en la cárcel de Ludlow Street. La capilla del cementerio fue terminada en 1913 por Warren y Wetmore, en el sitio del Arbor Water. En 1916, el cementerio tenía 325 000 entierros.
Las modificaciones al paisaje de Green-Wood continuaron durante el siglo XX. En 1915 la entrada en 20th Street se realineó para conectar con 9th Avenue/Prospect Park West (la entrada se completó en 1926), y se drenó otro estanque. El paisaje vegetal estaba en declive a fines de los años 1910, pero esto fue seguido poco después por la remoción de árboles muertos en los años 1920 y un proyecto de repavimentación de carreteras de cinco años comenzó en 1924. Las reconstrucciones de senderos continuaron hasta mediados de los años 1930 y la demolición de recintos menores continuaron. En particular, la torre del reloj en la entrada de la calle 34 fue demolida en 1941 y las cercas de hierro se quitaron durante la Segunda Guerra Mundial para el esfuerzo bélico. La antigua entrada principal fue demolida en 1951, y cuatro años más tarde, se construyó el primer crematorio nuevo en la ciudad de Nueva York en medio siglo en Green-Wood, con un columbario. A fines de los años 1950, se había llenado otro depósito para nuevos lotes.
Más de 1000 recintos fueron retirados de 1950 a 1961, el mismo año en que comenzaron las obras de un nuevo crematorio. El columbario se amplió de 1975 a 1977. Sin embargo, durante los años 1970, el vandalismo era común en Green-Wood. También se vio afectado por huelgas laborales entre los sepultureros en 1966, 1973 y 1982. Se agregaron nuevas estructuras: el Garden Mausoleum y el Community Mausoleum se terminaron a fines de los años 1980, y el Hillside Mausoleum se amplió. Además, en 1994, se restauró la puerta norte y se construyeron nuevas oficinas. A esto siguió la restauración de la capilla a finales de los años 1990, y volvió a abrir en 2000 después de haber estado cerrada durante cuatro décadas.

### SigloXXI

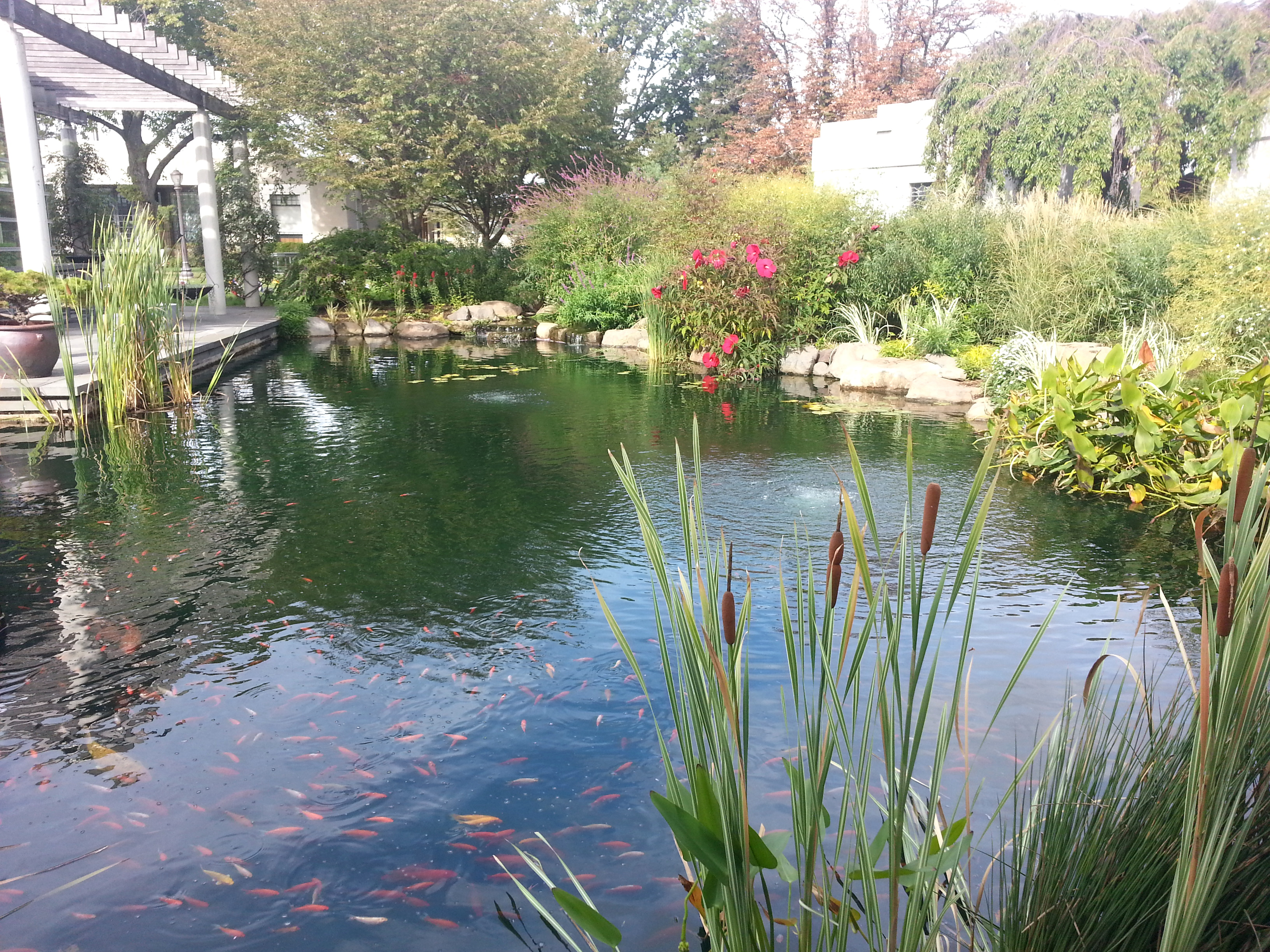
Estanque de carpas koi en el cementerio.

En 1999 se creó The Green-Wood Historic Fund, una institución sin fines de lucro 501 (c) (3), para continuar con la preservación, el embellecimiento, los programas educativos y el alcance comunitario a medida que el actual "cementerio en funcionamiento" se convertía en un centro cultural de Brooklyn. El Historic Fund's Civil War Project, un esfuerzo para identificar y recordar a los veteranos de la Guerra Civil enterrados en Green-Wood, se creó luego de la ceremonia de rededicación del Monumento a los Soldados de la Guerra Civil. Estas primeras tumbas se habían hundido en el suelo, habían sufrido daños o se habían borrado sus marcadores antes de que el monumento fuera restaurado entre 2000 y 2002 Además, la construcción de la última fase del Mausoleo de Hillside comenzó en 2001, y el mismo año 50 víctimas de los atentados de septiembre fueron enterradas allí. En 2009, había poco espacio para nuevos entierros en Green-Wood Cemetery. En diciembre de 2010, se inauguró un monumento a las 134 víctimas de la colisión en el aire de 1960 en Nueva York; el cementerio tiene la fosa común en la que se colocaron los restos de víctimas no identificadas.
El 13 de octubre de 2012, se instaló otro Ángel de la Música para reemplazar al destrozado en 1959, este realizado por los escultores Giancarlo Biagi y Jill Burkee, se inauguró para conmemorar a Louis Moreau Gottschalk. Dos semanas después, el huracán Sandy derribó o dañó al menos 292 de los árboles maduros, 210 lápidas y 2 mausoleos en el cementerio. El daño se estimó en 500 000 dólares. En diciembre de 2012, la estatua El triunfo de la virtud cívica de Frederick MacMonnies se trasladó a Green-Wood. En agosto de 2013, en asociación con la Sociedad de los Cincinnati de Connecticut , se actualizó la señalización en el área de Battle Hill del cementerio para reflejar una nueva investigación sobre la importancia de Battle Hill en la Batalla de Brooklyn.

## Entierros notables
Entre los entierros hay seis miembros del personal del servicio de la  Mancomunidad Británica de Naciones cuyas tumbas están registradas por la Commonwealth War Graves Commission, tres de la Primera Guerra Mundial y tres de la Segunda Guerra Mundial. Leonard Bernstein es también una de las personalidades enterradas en éste cementerio.

## Designaciones de hitos
Las puertas del cementerio fueron designadas como un hito de la ciudad de Nueva York en 1966, y el Weir Greenhouse, utilizado como centro de visitantes, fue designado como tal en 1982. El cementerio fue incluido en el Registro Nacional de Lugares Históricos en 1997 y el Departamento del Interior le concedió el estatus de Monumento Histórico Nacional en 2006. El Fort Hamilton Parkway Gate y la capilla fueron designados como puntos de referencia oficiales de la ciudad de Nueva York en 2016.

## Galería

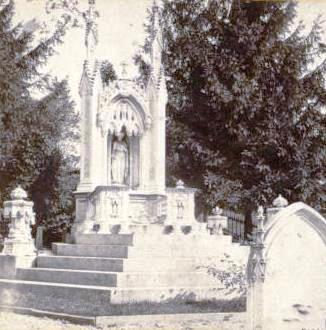
Monumento a la señorita Charlotte Canda, Battle Avenue por E. y HT Anthony.
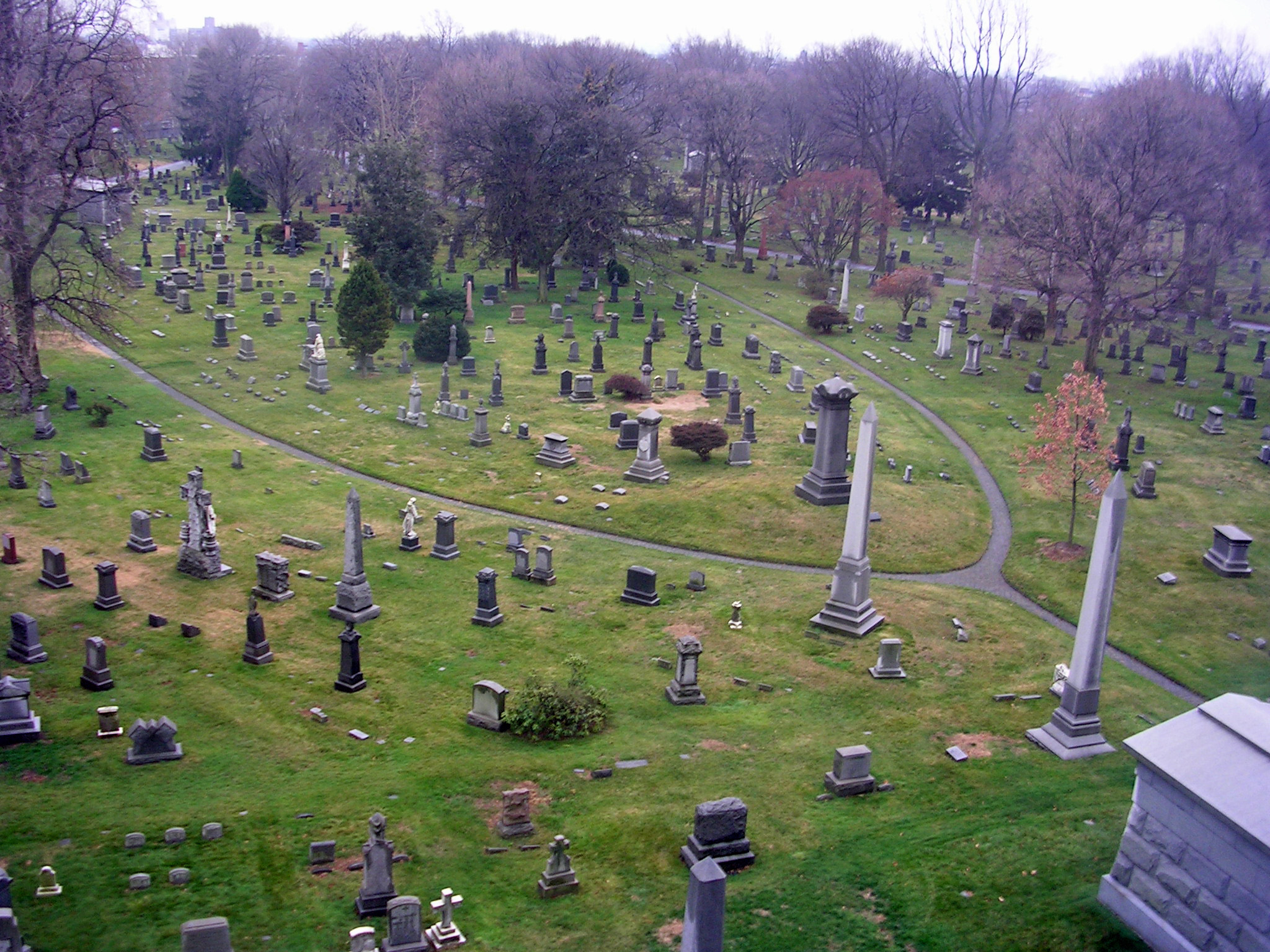
Vista desde el Mausoleo de Hillside.
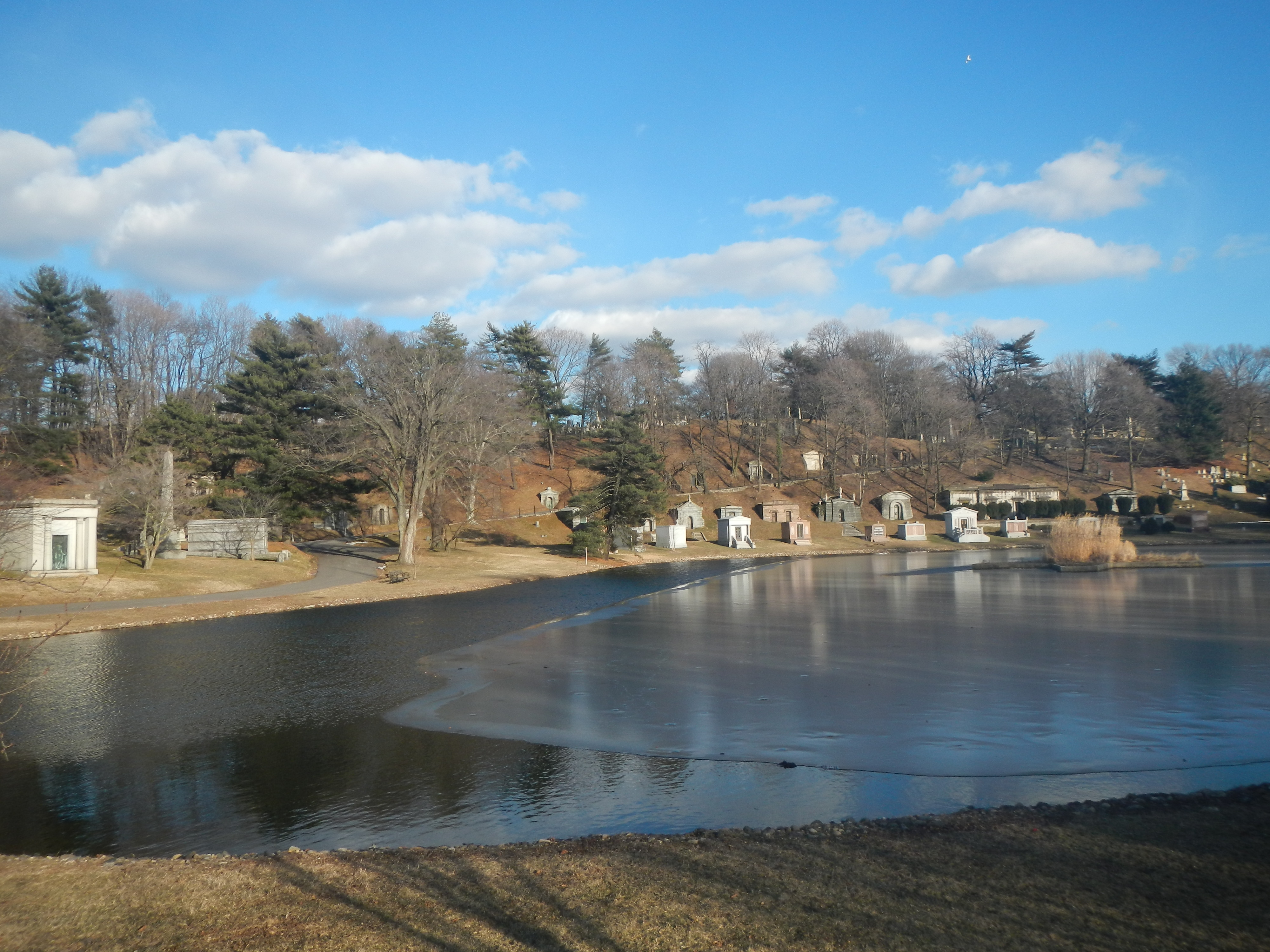
Sylvan Water, un estanque decorativo.
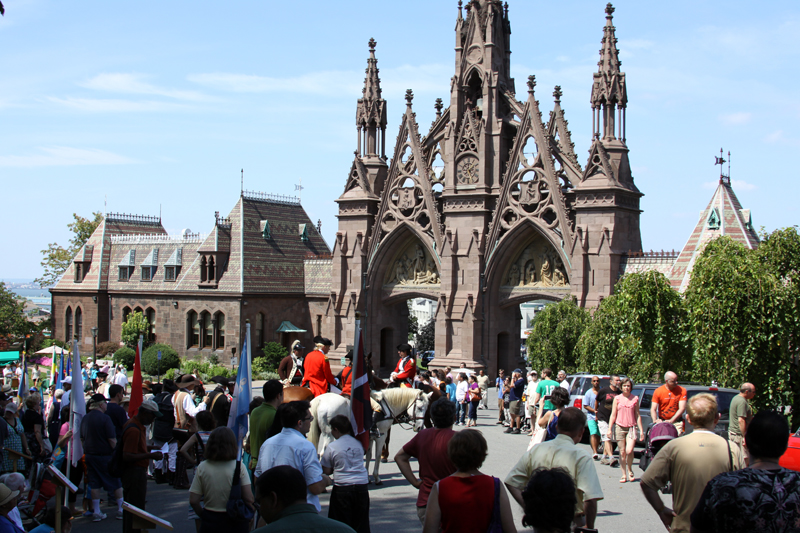
Conmemoración de la batalla de Long Island hacia el arco gótico de la entrada principal.
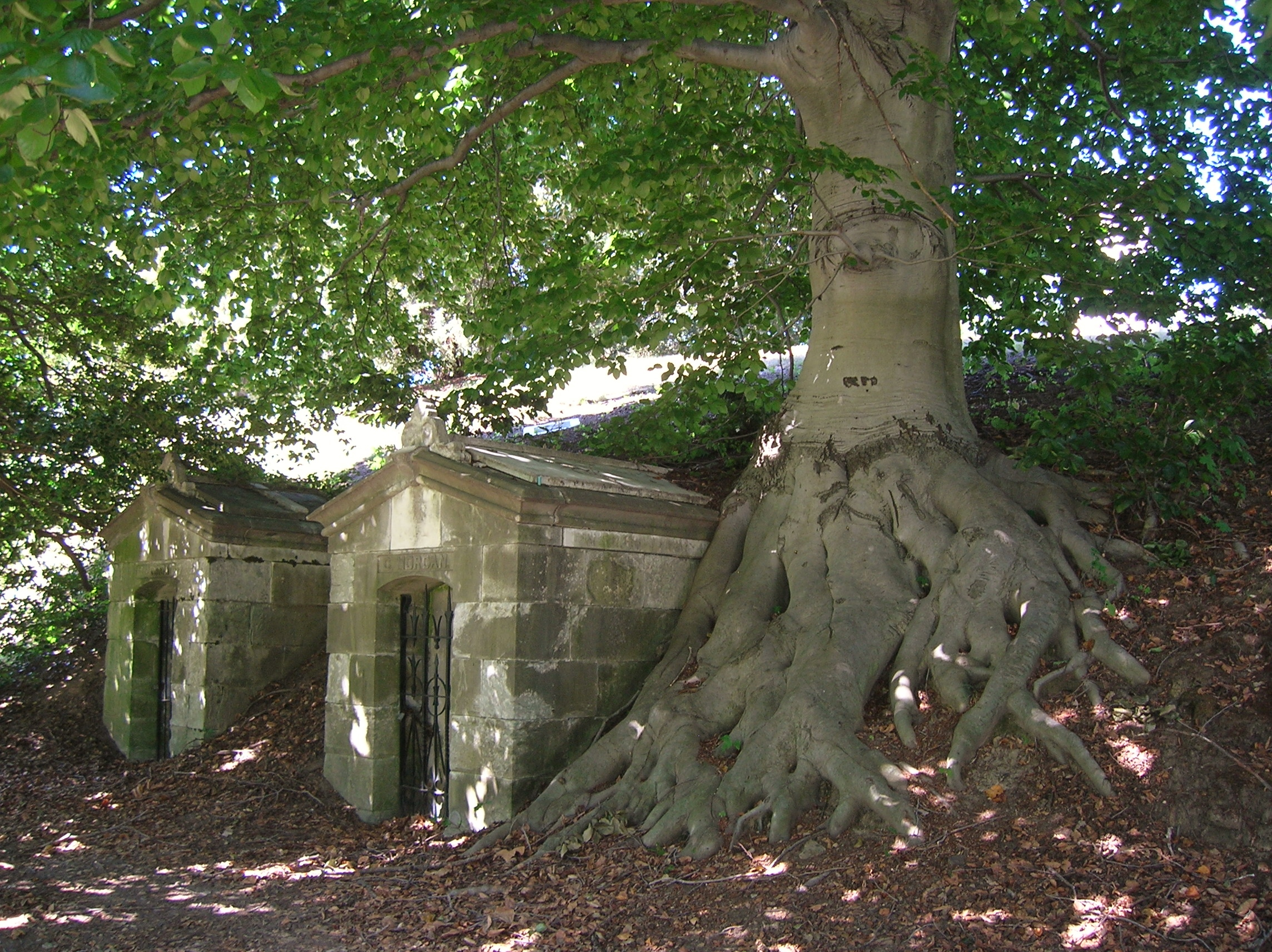
Haya europea y mausoleos.
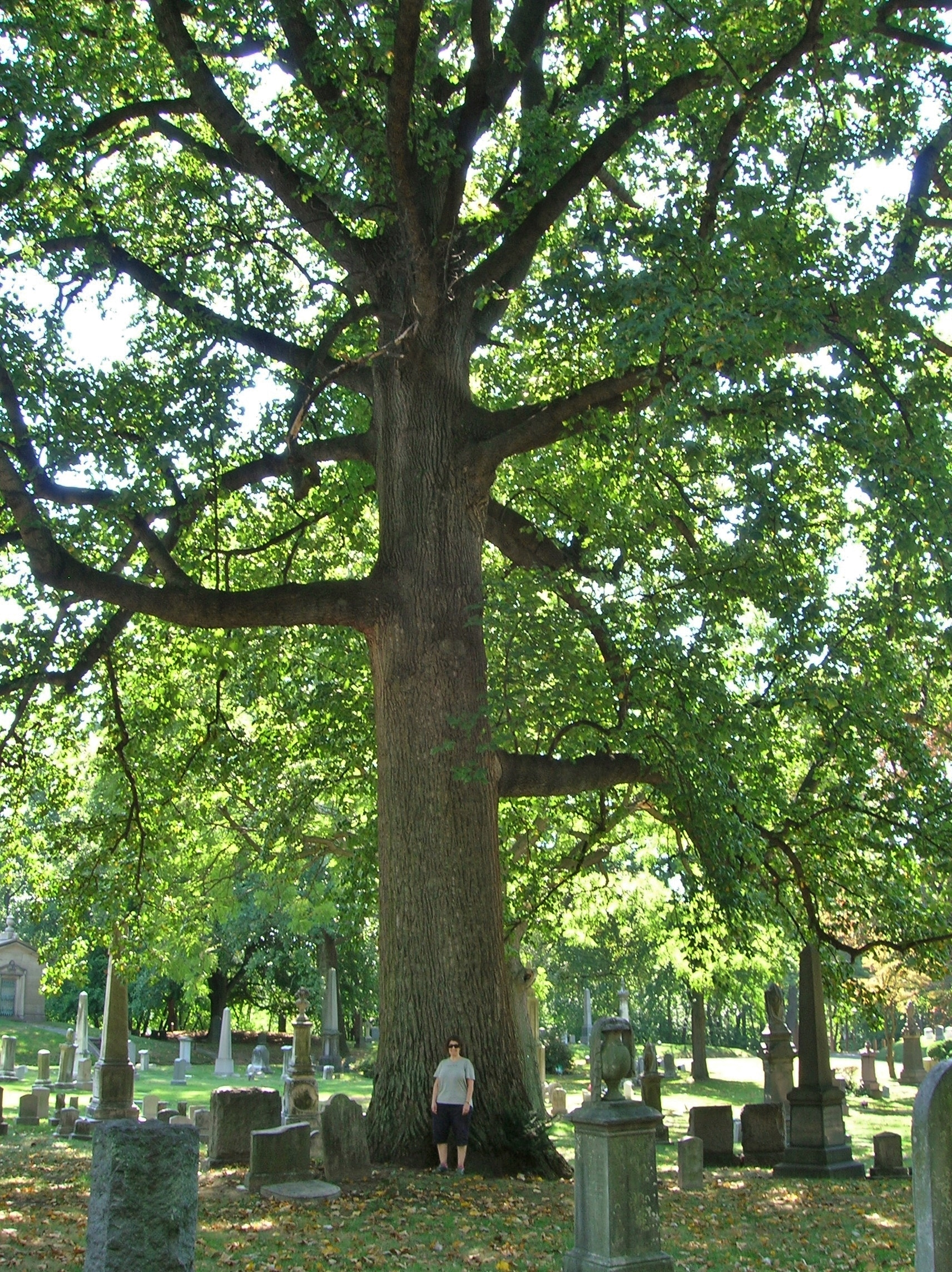
El tulipán más grande del cementerio.
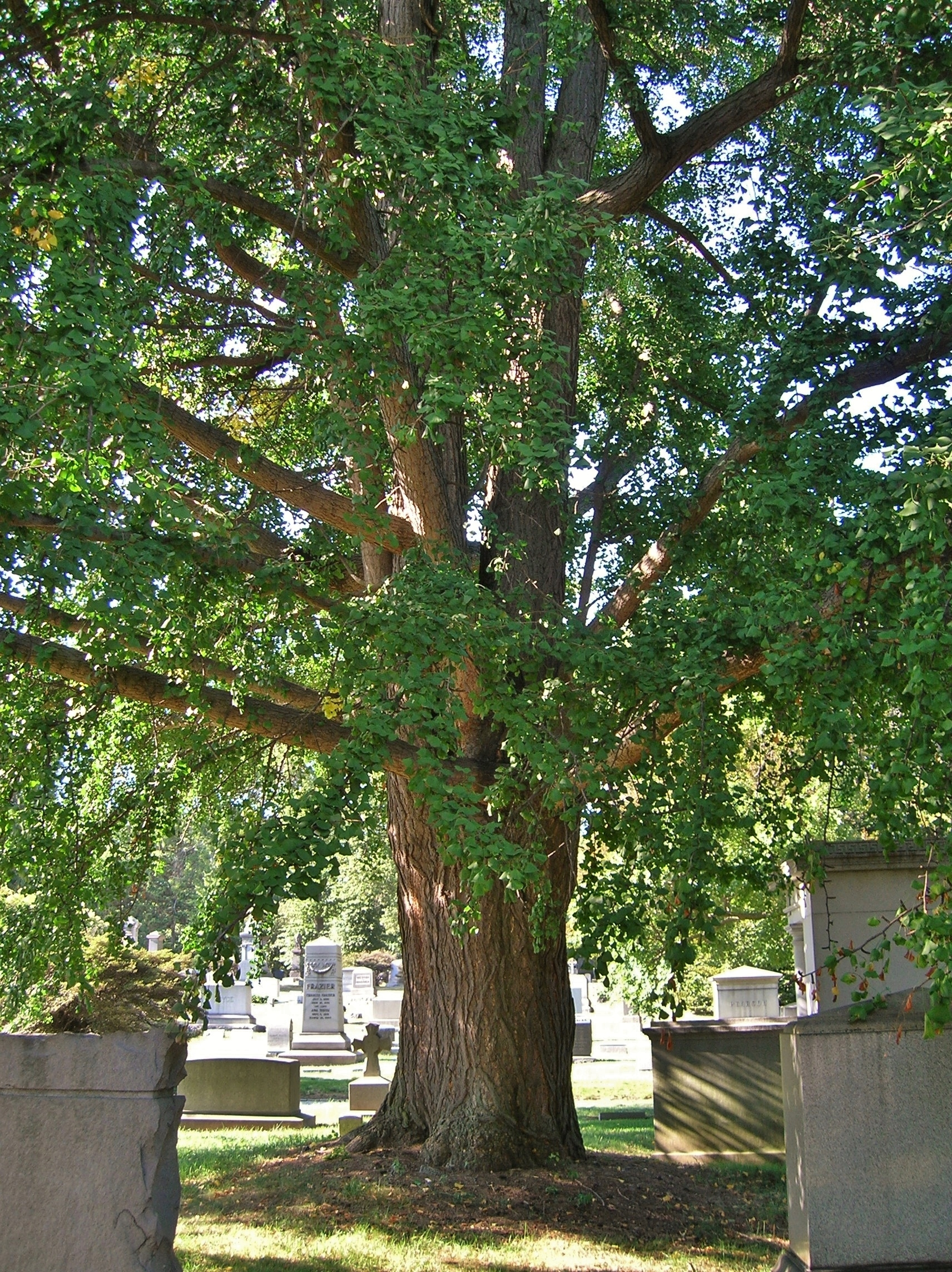
Gran árbol de ginkgo.
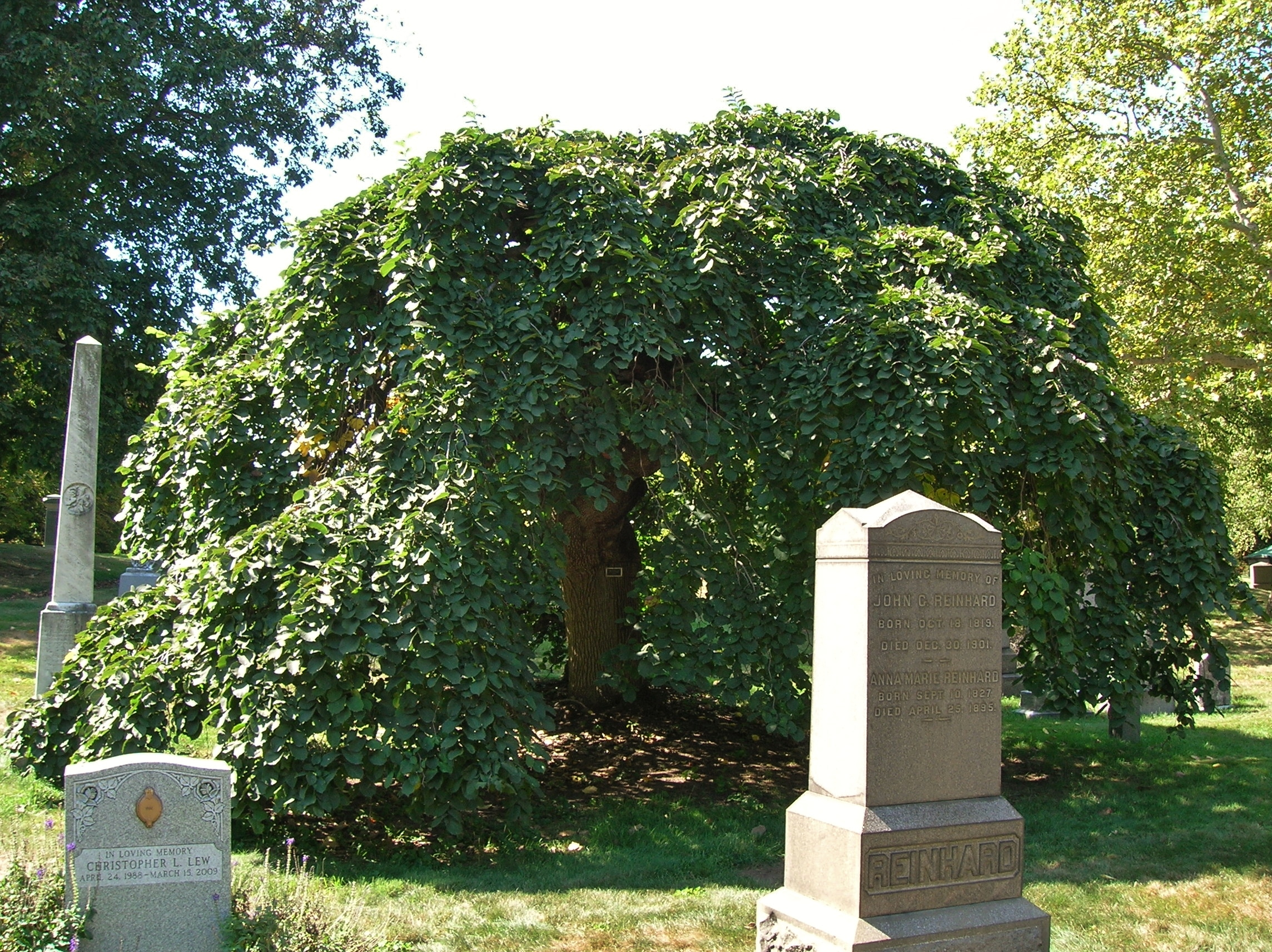
Olmo Camperdown.
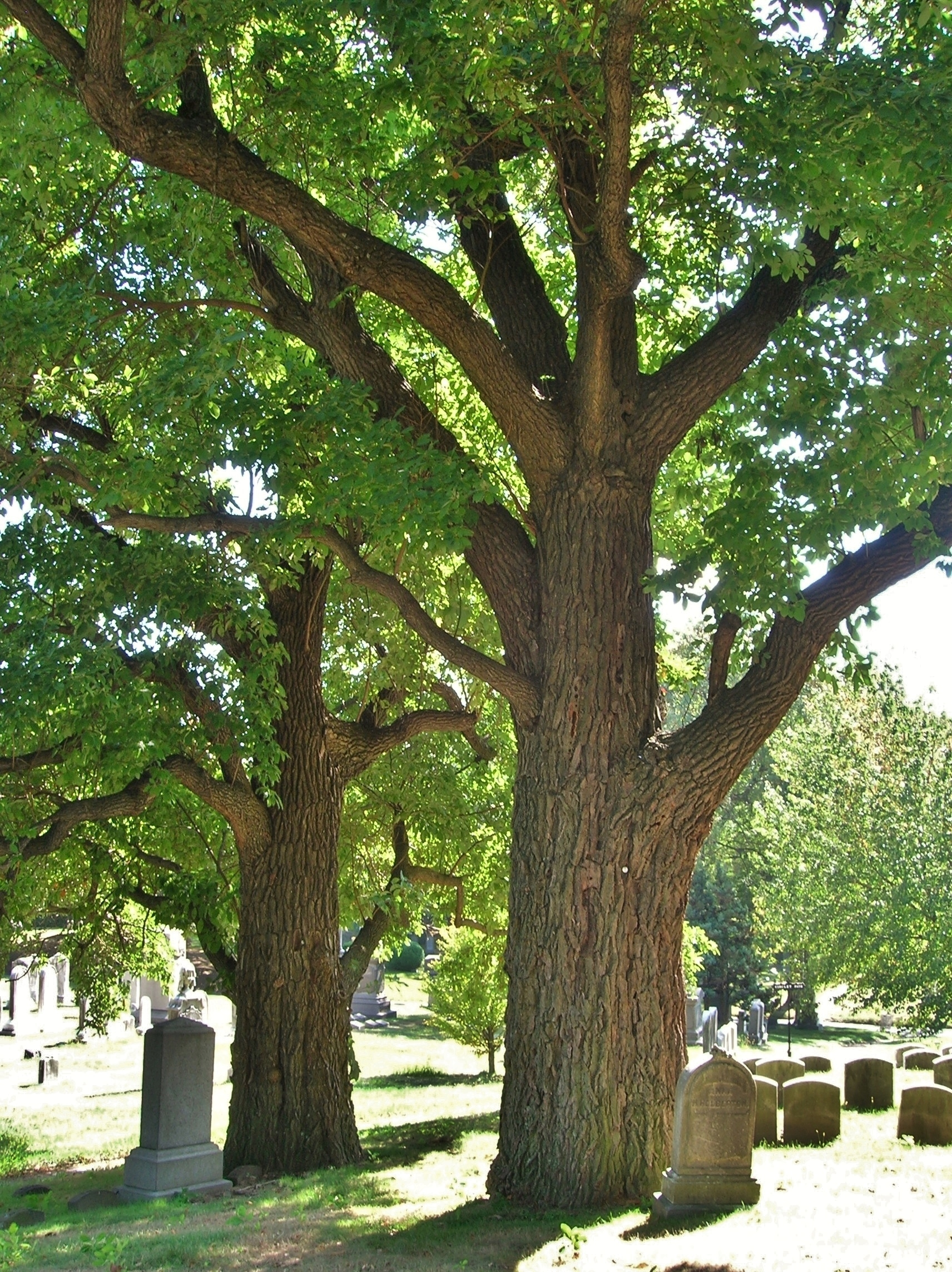
Dos árboles de sasafrás.